# 声優グランプリ
『声優グランプリ』（せいゆうグランプリ）は、イマジカインフォス（初期はオプトコミュニケーションズ）が編集・発行し、主婦の友社が発売する声優情報雑誌。原則毎月10日発売の月刊誌。通称「声グラ」（せいぐら）。
1994年11月30日に季刊誌として創刊。その後、隔月化でvol.30まで刊行し、「アニラジグランプリ」と実質的な合併を経て現在の月刊誌となる。

## 概要
創刊時より一貫して、声優をグラビアで見せるというコンセプトがある。声優のグラビアだけでなく、「声優になりたい人のための雑誌」という側面も持ち、声優学校・声優養成所の紹介や特集などもある。
ファッションや家事育児実用を中心とした『主婦の友社』の雑誌ラインアップの中では異色の雑誌でもある。
創刊当初から声優のプロフィール欄には生まれた月日の表記はあるが、生まれた年（生年）の表記はない（例外として「〜の20歳記念」というような企画はある）。
1995年に姉妹誌としてアニメ・ゲーム・声優関連のラジオ番組を中心としたアニラジグランプリが隔月刊で刊行された。現在は声優グランプリの月刊化で統合されている。この声優グランプリの編集長や副編集長が、度々ラジオ番組やテレビ番組に出演している。
声優以外の職業をしている者がゲストで登場することがあり、過去には掲載当時NPBプロ野球選手であった田中幸雄が富沢美智恵との対談で紙面に写真入りで登場したことがあった。

## 表紙
巻頭特集の声優個人または声優ユニットが表紙を飾る。
2006年5月号より表紙のロゴが「声グラ」の表記となっていたが、2010年10月号より現行ロゴの「声優グランプリ」になった。
1994年発売の創刊号から1999年1月号（Vol.20）までの間、長らく男性声優が表紙に登場することはなかった。2001年10月号で男性声優ユニット『ヴァイスクロイツ』が初めて男性声優だけで表紙を飾った。
一度に表紙に登場した最多人数は、2021年12月創刊27周年記念号の声優ユニット『虹ヶ咲学園スクールアイドル同好会』の“12人”とされており、2023年8月号で同ユニット再登場13人となる（ただし、2014年12月創刊20周年記念号に複数枚・複数組の写真を組み合わせる形ではあるものの、合計で“14人”登場している）。

## その他
小清水亜美などが参加する「声優界<雀王>決定戦! J-1グランプリ」を公認している。雑誌公式の携帯サイトとして「声優グランプリV（ブイ）」が存在する。サイトオリジナルの携帯ラジオやコラムなどを会員向けに配信している。主な出演者は金田朋子、金元寿子、小林ゆう、白石涼子、新谷良子、寺島拓篤、平川大輔、前野智昭、牧野由依、後藤麻衣・藤村歩（あゆごま82Cafe）、内田彩・大亀あすか・巽悠衣子（声優Vステグランプリガール アニメGOE）など。
声優グランプリが創刊されるよりも前の1993年12月にソニー・マガジンズ（現：エムオン・エンタテインメント）から女子プロレス専門誌である『女子プロレスグランプリ』が発行されていたが、雑誌名やロゴに加え誌面構成までが女子プロレスグランプリにそっくりだったことから、1995年3月20日に発売された女子プロレスグランプリVol.5誌上にて、「とっておきのご本 声優グランプリ」の見出しで皮肉を交えた紹介記事を掲載している。

## 発行部数
|        | 1〜3月    | 4〜6月    | 7〜9月    | 10〜12月  |
| ------ | --------- | --------- | --------- | --------- |
| 2008年 |           | 29,300 部 | 27,700 部 | 27,534 部 |
| 2009年 | 30,467 部 | 28,767 部 | 28,734 部 | 27,300 部 |
| 2010年 | 29,134 部 | 26,600 部 | 25,300 部 | 24,800 部 |
| 2011年 | 25,567 部 | 23,394 部 | 23,707 部 | 22,507 部 |
| 2012年 | 23,107 部 | 23,507 部 | 22,507 部 | 21,974 部 |
| 2013年 | 22,407 部 | 20,807 部 | 21,574 部 | 21,140 部 |
| 2014年 | 22,074 部 | 22,140 部 | 21,075 部 | 20,407 部 |
| 2015年 | 21,760 部 | 22,610 部 | 19,540 部 | 19,494 部 |
| 2016年 | 23,212 部 | 19,940 部 | 21,307 部 | 19,473 部 |
| 2017年 | 21,690 部 | 20,173 部 | 21,107 部 | 21,207 部 |
| 2018年 | 21,373 部 | 19,393 部 | 20,307 部 | 20,127 部 |
| 2019年 | 23,140 部 | 19,270 部 | 19,177 部 | 19,000 部 |
| 2020年 | 20,783 部 | 17,627 部 | 17,610 部 | 18,773 部 |
| 2021年 | 22,177 部 | 18,160 部 | 17,610 部 | 17,170 部 |
| 2022年 | 23,475 部 | 16,455 部 | 17,510 部 | 14,601 部 |
| 2023年 | 19,203 部 | 13,366 部 | 14,111 部 | 12,954 部 |
| 2024年 | 17,677 部 | 12,729 部 | 13,782 部 |           |

## ラジオ
- ラジオ・声優グランプリ (1995-1996)
- DLラジオ
- 声優グランプリ ザ・Radio

## インターネットサイト
2012年8月13日には、ニコニコチャンネルで「声優グランプリチャンネル」を開設。2017年にはYouTubeにもチャンネルを開設している。会員向けの動画の他、ニコニコ生放送でのライブ配信を行っている。
同じイマジカインフォスが発行しているヒーロー文庫関連の番組を行うこともある。

### 類似雑誌
- ボイスニュータイプ（角川書店）
- 声優アニメディア（学習研究社）
- B.L.T. VOICE GIRLS（東京ニュース通信社）
- 声優パラダイスR（秋田書店）
- Pick-up Voice（音楽専科社→EMTG）
- GiRLPOP（ソニー・マガジンズ） - 厳密には音楽雑誌だが、1996年の休刊直前の時期と、2011年の復刊号で女性声優を取り上げている。